# Cysticapnos pruinosa
Cysticapnos pruinosa är en vallmoväxtart som först beskrevs av Johann Jakob Bernhardi, och fick sitt nu gällande namn av M. Lidén. Cysticapnos pruinosa ingår i släktet Cysticapnos och familjen vallmoväxter. Inga underarter finns listade i Catalogue of Life.